# فرقة المشاة 347 (الفيرماخت)

فرقة المشاة 347 (الفيرماخت)

فرقة المشاة 247 (بالألمانية: 347. Infanterie-Division) فرقة المشاة ) فرقة مشاة للجيش الألماني خلال الحرب العالمية الثانية ، نشطت من عام 1942 إلى عام 1945. مقرها في البداية في هولندا، وشهدت خدمة نشطة على الجبهة الغربية وأعيد تشكيلها كفرقة فولكس غرينادير في مايو 1945.

## التاريخ العملياتي
أصبحت تحت قيادة الجنرال وولف تيرانبرغ، تم نقل الفرقة إلى فرنسا لتعزيز مجموعة الجيوش ب التي شاركت في القتال في نورماندي. تراجعت تدريجيًا إلى بلجيكا وشاركت في القتال على طول خط سيغفريد. بحلول شهر سبتمبر، تم تخفيضها إلى مجموعة قتالية وفي الشهر التالي تلقت تعزيزات في شكل كتائب تدريب من شعبة الاستبدال 526. كما تم إلحاق فوج المشاة 880 بالفرقة. استمرت بالقتال على الجبهة الغربية، بما في ذلك معركة غابة Hürtgen. 

## القادة
- Generalleutnant Friedrich Bayer (27 سبتمبر 1942 - 11 أكتوبر 1943) ؛
- Generalleutnant كارل بوتشر (12 أكتوبر - 7 ديسمبر 1943) ؛
- Generalleutnant وولف-غونتر تريرنبيرج (8 ديسمبر 1943 - مارس 1945 ؛ أبريل - مايو 1945) ؛
- Generalleutnant Maximilian Siry (مارس 1945). [1]